# Mlýnka
Mlýnka (nazývaný také Oderská stružka nebo Mlýnská strouha) je náhon, který vzniká ve Studénce levým odtokem řeky Odry nad jezem Studénka v okrese Nový Jičín v Moravskoslezském kraji. Potok dále teče Moravskou bránou podél řeky Odry přes CHKO Poodří, kde jsou jeho propojenými přítoky a odtoky Bílovka a Křípopa. Pak potok protéká kolem Jistebníku, kde se do něj vlévá Luční (Lužní) potok, pak teče kolem Polanky nad Odrou a v Ostravě-Svinově se vlévá zprava do Porubky (cca 200 m před soutokem Porubky a řeky Odry). Po svém toku je zdrojem vody pro soustavy četných rybníků.

## Další informace
Mlýnka je vodním dílem pocházejícím z 15. století, které je starší než Opatovický kanál na Poděbradsku anebo známá Zlatá stoka na Třeboňsku.
Podél toku Mlýnky je také několik turistických a cykloturistických stezek a několik přírodních rezervací.
| Q1  | Q5  | Q10 | Q20 | Q100 |
| --- | --- | --- | --- | ---- |
| 2,3 | 3,3 | 5   | 13  | 19   |

Srážky: průměrné 700 mm/m², stoleté 1240 mm/m².
V minulosti byly na Mlýnce vodní a parní mlýny.
Vodní toky s názvem Mlýnka se vyskytují také v jiných regionech Moravskoslezského kraje a také v Polsku, viz článek Mlýnka (rozcestník).

## Galerie

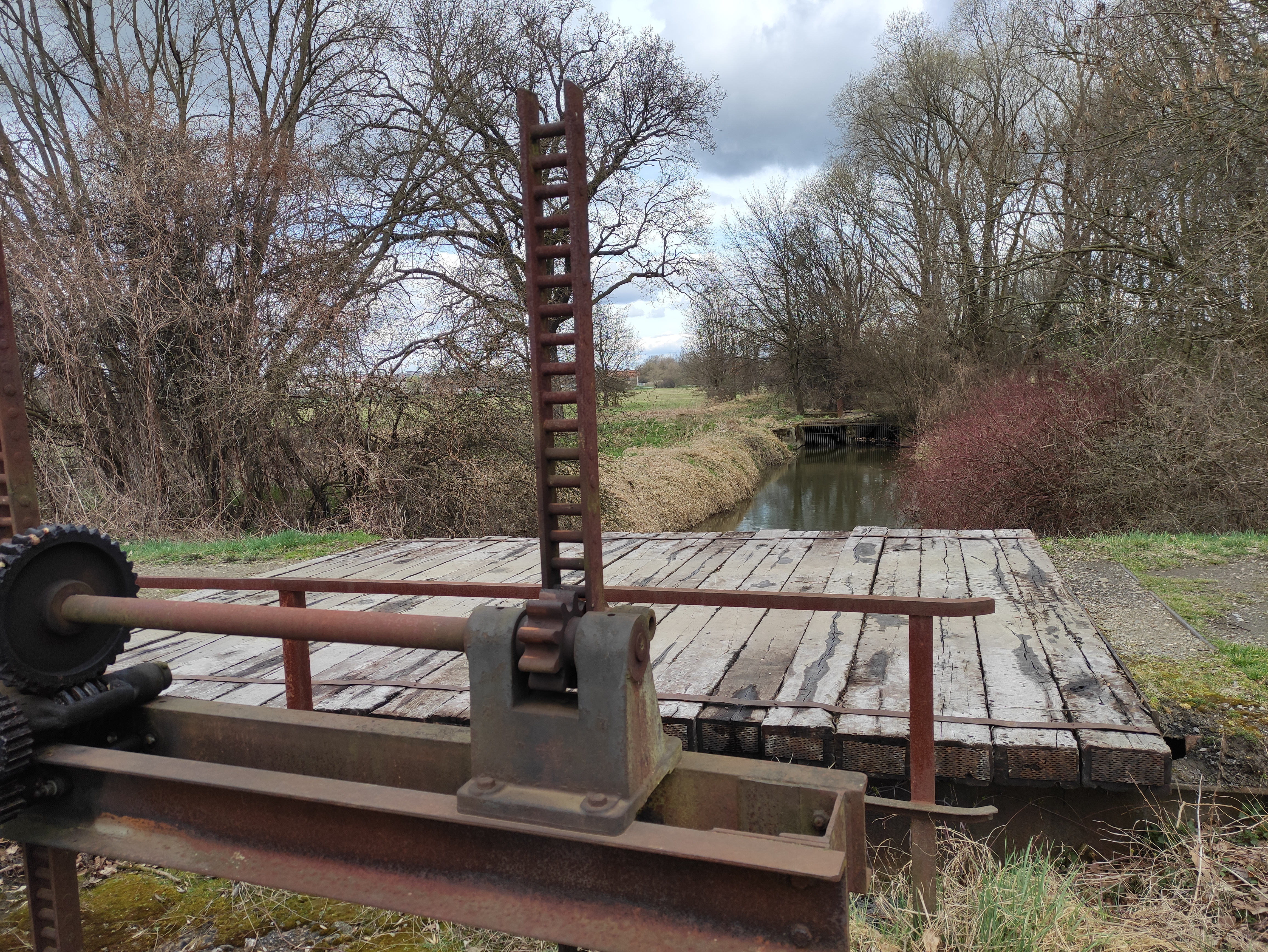
Odtok od Odry (počátek Mlýnky)
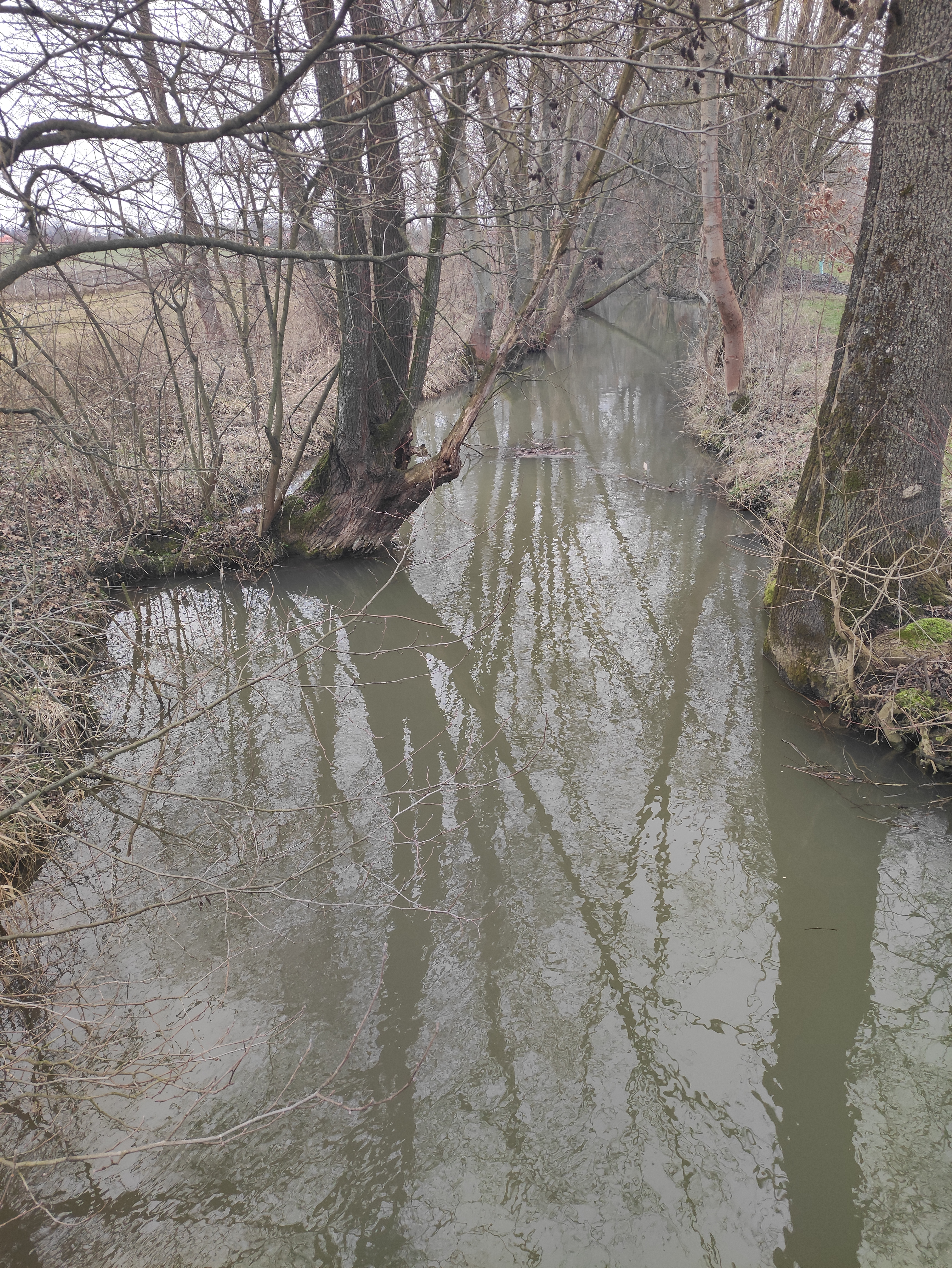
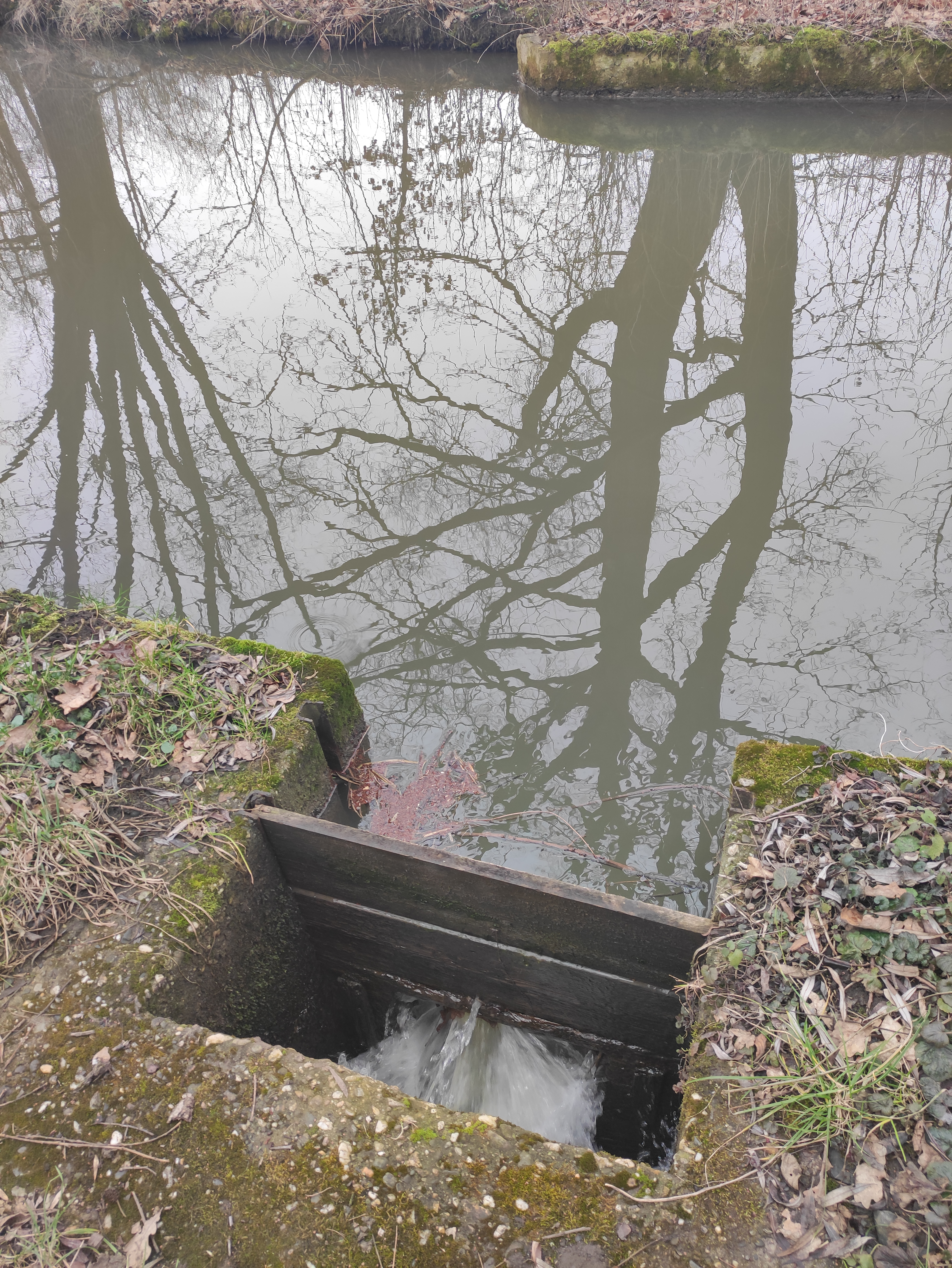
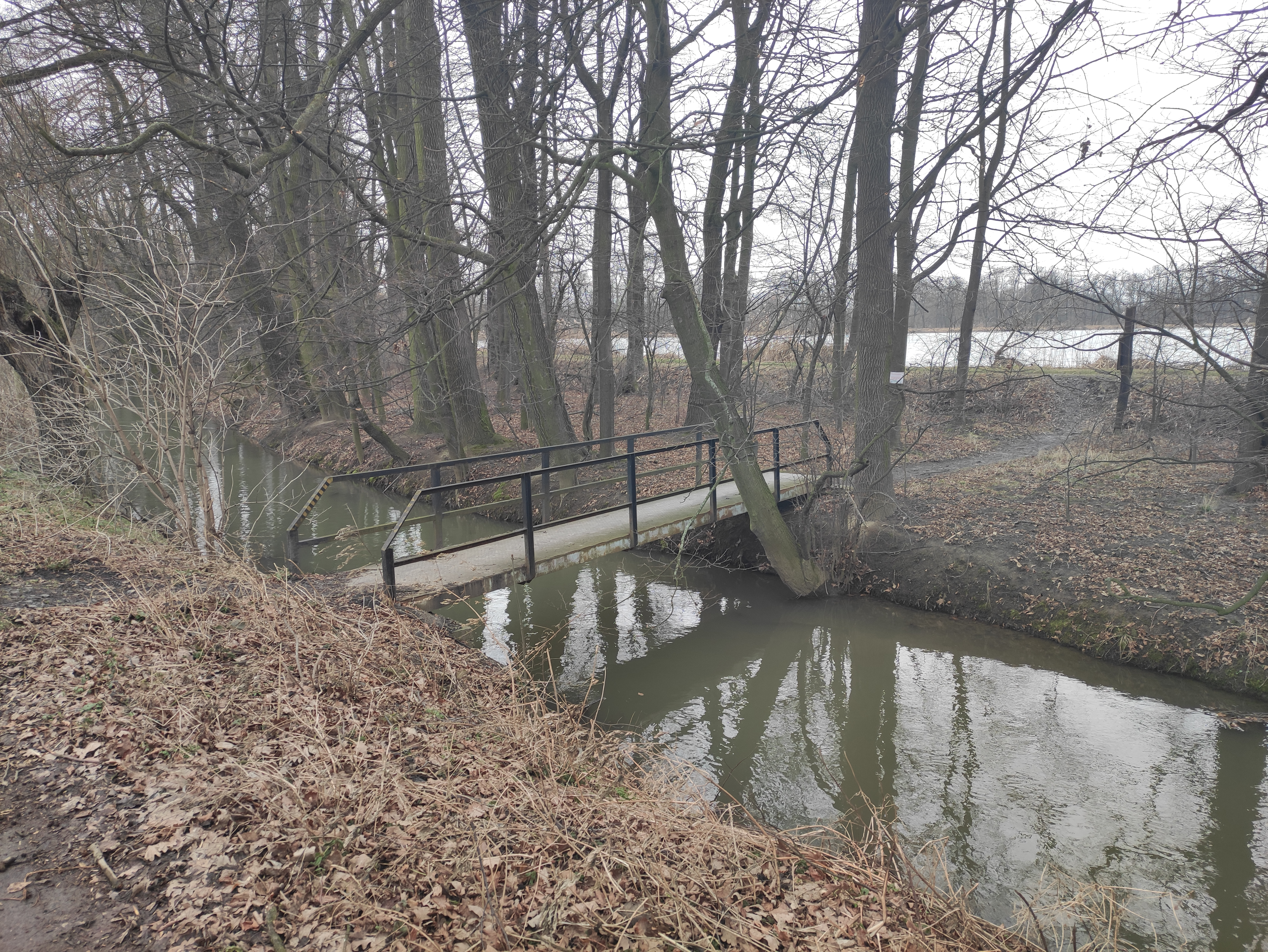